# Stanisław Zalewski (malarz)

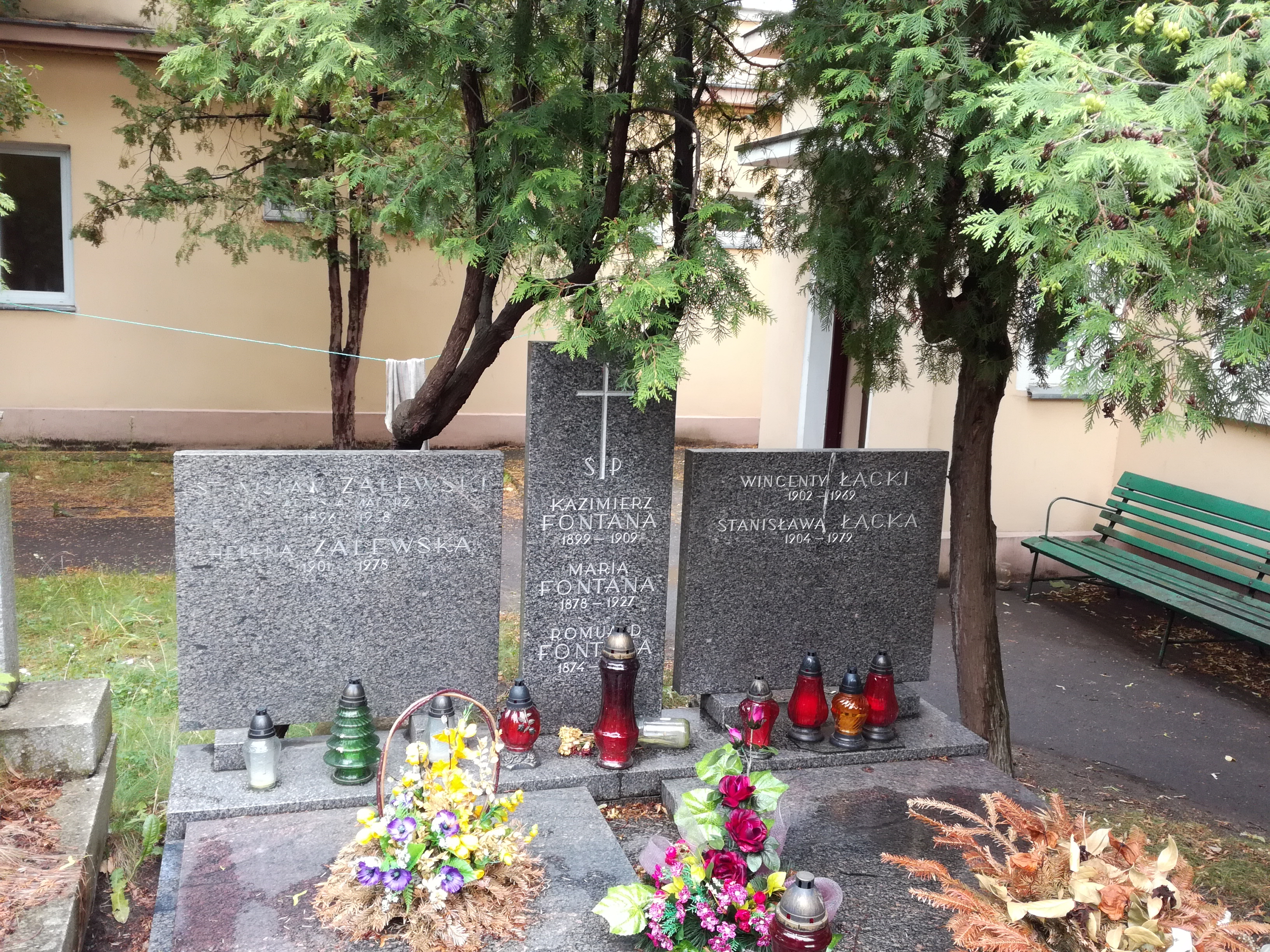
Grób Stanisława Zalewskiego na cmentarzu Bródnowskim

Stanisław Zalewski (ur. 18 lipca 1896 w Perespie, zm. 23 września 1958 w Warszawie) – polski malarz, grafik i pedagog.

## Życiorys
Urodził się 18 lipca 1896 w Perespie, woj. lubelskim, w rodzinie Faustyna i Marii z Chlipalskich. Ukończył szkołę średnią w Lublinie i szkołę rysunku Wojciecha Gersona w Warszawie. W 1913 rozpoczął studia w warszawskiej Szkole Sztuk Pięknych pod kierunkiem Stanisława Lentza. Ukończył je w 1920, z przerwą w latach 1916–1918 na studia w krakowskiej Szkole Sztuk Pięknych u Jacka Malczewskiego i Stanisława Dębickiego. W latach 1918–1921 ochotniczo służył w Wojsku Polskim. Następnie podjął pracę jako nauczyciel rysunku i mimo rozmaitych kolei losu był pedagogiem do końca życia. W 1927 był uczestnikiem ostatnich wystąpień grupy formistów, które miało miejsce w Warszawie oraz podczas tzw. jesiennego salonu malarskiego w Paryżu. Jego twórczość grawitowała w kierunku awangardy, stąd Zalewski współpracował z ugrupowaniem Blok i twórcami skupionymi wokół Praesensu, wraz z nimi w latach 1928–1929 wystawiał swoje prace. Pierwsza indywidualna wystawa prac Stanisława Zalewskiego miała miejsce w 1931 w Warszawie w salonie sztuki Czesława Garlińskiego. Na początku lat 30. XX wieku zetknął się z twórczością Georges'a Braque’a i pod jego wpływem przedmiotem twórczości Zalewskiego stała się martwa natura. Od początku lat 40. zaczął stosować zasady koloryzmu, które pozostały w jego twórczości aż do śmierci artysty.
Od 21 lipca 1923 był mężem Heleny Fontana.
Pochowany na cmentarzu Bródnowskim w Warszawie (kwatera 1A-II-6-7).